# Kumaré
Kumaré es un documental estadounidense de 2011 dirigido por Vikram Gandhi.
Para grabar el documental, el cineasta estadounidense Vikram Gandhi se transformó en Sri Kumaré, un gurú iluminado de un pueblo ficticio de la India, adoptando un falso acento indio y dejándose crecer el pelo y la barba. En la película, Kumaré viaja a Arizona para difundir su filosofía inventada y conseguir adeptos verdaderos.
Kumaré se estrenó en 2011 en el Festival de Cine South by Southwest (SXSW), donde recibió el premio del público al mejor documental. A Gandhi se le ocurrió la idea de un gurú ficticio mientras grababa otro documental acerca de los yoguis y sus seguidores.

## Crítica
Kumaré recibió buenas críticas tras su lanzamiento. Muchos críticos de cine calificaron el engaño de Gandhi como inmoral, aunque le disculparon parcialmente al reconocer éste que el experimento se le había ido de las manos. Muchos compararon la personalidad y la farsa de Vikram Gandhi con el personaje y la película Borat, de Sacha Baron Cohen.
Los críticos a los que les gustó el documental, como Stephen Holden del New York Times y Roger Ebert del Chicago Sun-Times, elogiaron el mensaje de la película de "encontrar el gurú interior".